# Yan Dhanda
Yan Dhanda, né le 14 décembre 1998 à Tipton, est un footballeur anglais qui évolue au poste de milieu de terrain au Dundee FC, en prêt de Heart of Midlothian.

## Biographie
Dhanda naît à Tipton en Angleterre, de parents indiens,,,. Dès ses premiers pas dans le football, Dhanda doit subir le racisme à l'encontre de ses origines indienne, il transforme toutefois ces discriminations subies en une volonté farouche de s'imposer dans le football professionnel et de devenir un exemple pour les jeunes issus de la communauté asiatique (en) au Royaume-Uni,.

### Carrière en club
Il commence sa carrière avec les jeunes de West Bromwich Albion avant de déménager à Liverpool — devenant ainsi le premier indien à signer avec les reds. Il passe cinq ans dans les rangs des jeunes à Anfield. Lors de sa dernière saison avec l'équipe des jeunes, il marque cinq fois en 18 apparitions lors de la Premier League des moins de 23 ans. En mai 2018, il quitte Liverpool pour rejoindre le club de championship de Swansea City, où il est initialement affecté avec les moins de 23 ans,.
Dhanda fait ses débuts avec Swansea le 4 août 2018 contre Sheffield United, avec une victoire 2-1, marquant le but de la victoire dès sa première touche de balle, seulement quelques instants seulement après être entré sur le terrain.

### Carrière en sélection
Dhanda représente l'équipe d'Angleterre des moins de 16 ans et des moins de 17 ans au niveau international. Il est également éligible avec la sélection indienne, du fait de ses origines indiennes.